# هایکاز مارجانیان
هایکاز هوهانسی مارجانیان (ارمنی: Հայկազ Հովհաննեսի Մարջանյան؛ زادهٔ ۲۳ نوامبر ۱۹۰۰ - درگذشته ۸ ژانویهٔ ۱۹۶۷) سیاستمدار اهل ارمنستان بود که از تاریخ ۱۹۳۸ تا تاریخ ۱۹۴۵ سمت وزارت کشاورزی ارمنستان را برعهده داشت.

## زندگی‌نامه
وی در ۲۳ نوامبر ۱۹۰۰ در روستای کوغب به دنیا آمد و از دانشگاه دولتی ایروان (۱۹۲۸) فارغ‌التحصیل شد. وی همچنین برنده نشان لنین، نشان پرچم سرخ کار و نشان برجسته افتخار شده است. وی در ۸ ژانویه ۱۹۶۷ در سن ۶۷ سالگی درگذشت و در آرامستان مرکزی ایروان (توخماخ) به خاک سپرده شد.

## یادداشت
1. ↑  Կողբ
2. ↑  գյուղատնտեսական գիտությունների թեկնածու